# Trematodon pauperifolius
Trematodon pauperifolius är en bladmossart som beskrevs av C. Müller 1898. Trematodon pauperifolius ingår i släktet tranmossor, och familjen Bruchiaceae. Inga underarter finns listade i Catalogue of Life.